# 許安世
許安世（1040年—1084年），字少張。開封襄邑（今河南睢縣）人。
生於宋仁宗寶元三年（1040年），少學於丁寶臣，宋英宗治平四年（1067）丁未科狀元。調鄆州觀察推官。熙寧五年（1072年）召爲集賢校理。曾寫信給蘇軾，“吾州有異人，常戴三朵花，莫知其姓名，郡人因以三朵花名之。能作詩，皆神仙意。”。累官至尚书都官员外郎。元丰六年（1083年），其父病逝，弃官奔丧。宋神宗元豐七年（1084年）染疾卒於黄州。蘇軾為其助葬。